# Das Stuttgarter Hutzelmännlein
Das Stuttgarter Hutzelmännlein ist ein Märchen von Eduard Mörike und wurde 1853 erstmals publiziert. Das schwäbische Wort Hutzel hat verschiedene Bedeutungen. Im engeren Sinn sind damit getrocknete Obststücke (vor allem von Äpfeln und Birnen) gemeint, deshalb heißt Früchtebrot, das von der Titelfigur angeblich erfunden wurde, auf Schwäbisch auch Hutzelbrot.

## Handlung

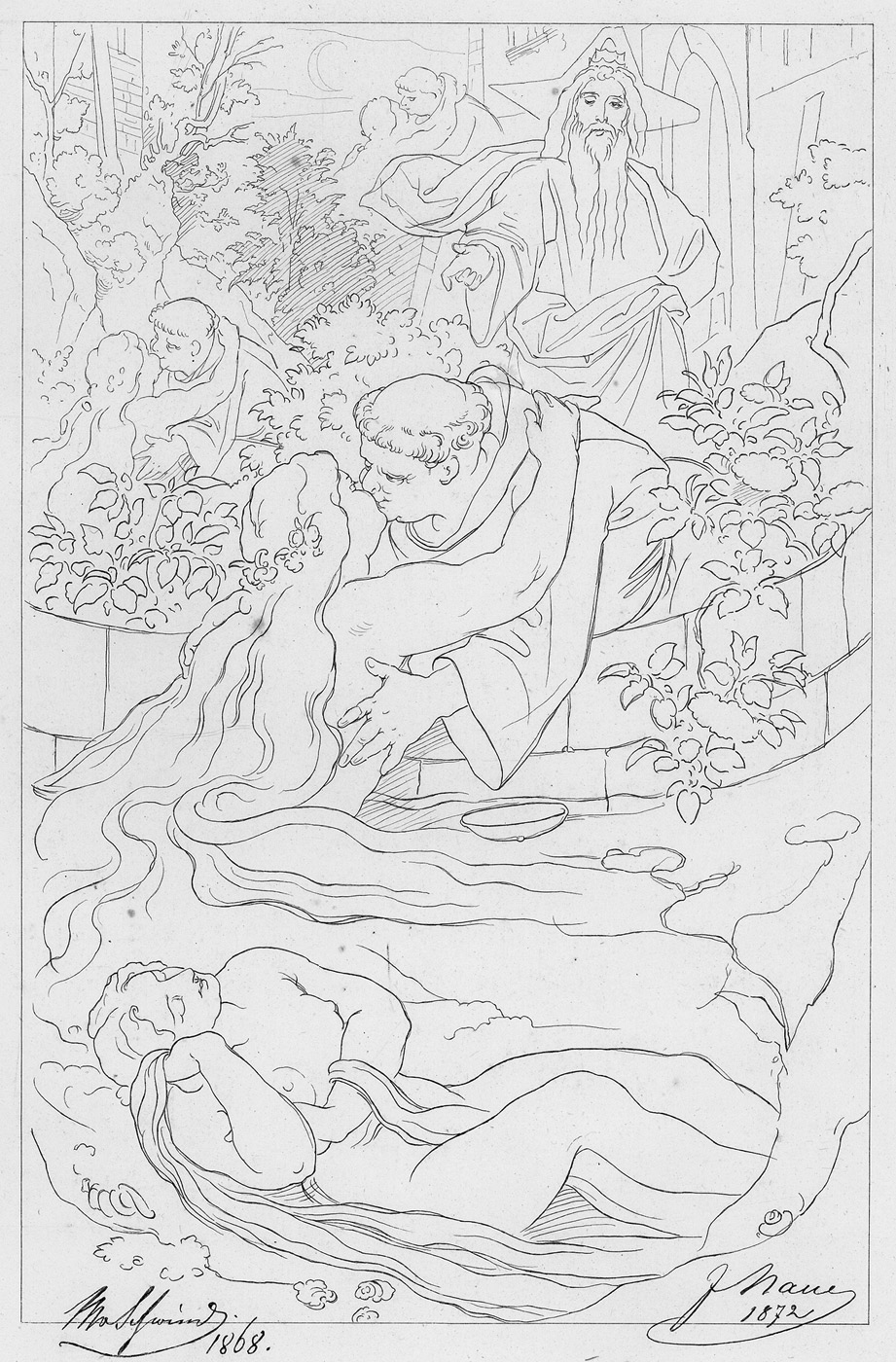
„Schöne Lau“-Illustration von Julius Naue nach einer Vorlage von Moritz von Schwind

### Aufbau
Der Aufbau des Märchens ist mehrschichtig. Es gibt eine Rahmenhandlung, die Geschichte des Liebespaares Seppe und Vrone, wobei die Erlebnisse der beiden über weite Strecken unabhängig voneinander sind, erst ganz am Ende werden beide Teile zusammengeführt. Dem eingefügt ist als umfangreichere Binnenhandlung das Märchen von der schönen Lau und zwei kurze Geschichten, die von dem Alchemisten Weyland handeln. In einem Anhang erklärt Mörike seine schwäbischen Ausdrücke.

### Das Märchen von der schönen Lau
Die schöne Lau ist eine Wassernixe, die im Blautopf bei Blaubeuren lebt. Eigentlich stammt sie von der Donaumündung, wurde aber von ihrem Mann verstoßen, weil sie schwermütig ist und keine Kinder bekommen kann. Ihr wurde aber prophezeit, dass ihre Probleme gelöst würden, wenn sie fünfmal herzlich lachen würde. Als sie sich mit der Familie der Wirtin des Klosterhofes anfreundet, wird sie in alltäglichen Situationen vom Lachen übermannt, etwa als sie gekitzelt wird, als sie merkt, warum das Kleinkind auf einem Keramiktöpfchen sitzt, das sie als besonders hübsches Kunstwerk bewundert hat, nach einem seltsamen Traum und als sie versucht, den Zungenbrecher S'leit a Klötzle Blei glei bei Blaubeura, glei bei Blaubeura leit a Klötzle Blei. aufzusagen.
Am Ende erfüllt sich die Prophezeiung, ihr Mann kommt, um sie zu holen und schon am dritten Tag kann sie ihrer Menschenfreundin sagen, dass sie ein Kind erwartet. Zum Dank hinterlässt sie der Wirtsfamilie einen Kasten Geld, der nie leer wird, damit sie auf alle Zeit den wandernden Handwerksburschen einen Zehrpfennig auf die Reise mitgeben können.

### Die Geschichte des Schustergesellen Seppe
Ungefähr hundert Jahre später beschließt der Stuttgarter Schustergeselle Seppe auf Wanderschaft zu gehen, weil er Streit mit seinem Meister hatte. In der Nacht davor erscheint bei ihm das Hutzelmännlein und schenkt ihm ein Hutzelbrot, das immer nachwächst, wenn er nur einen kleinen Rest übrig lässt, zwei Paar Glücksschuhe und den Auftrag, ein Bleilot, das unsichtbar macht, aus Blaubeuren mitzubringen. Das eine Paar lässt Seppe wie angewiesen in Stuttgart zurück, das andere zieht er an. Allerdings verwechselt er die Schuhe, er trägt von jedem Paar einen, weshalb die Schuhe zu ihren richtigen Partnern zurück wollen und Seppe ständig behindern. Ein Färbergeselle, der ihm begegnet, macht sich deshalb über ihn lustig.
In Blaubeuren kehrt er bei den Nachfahren der Wirtsfamilie ein und erhält aus dem Vermächtnis der schönen Lau ein Geldgeschenk und eine silberne Haube, die er einmal seiner Braut schenken soll. Er wandert weiter nach Ulm, wo er bei einer schönen Meisterin unterkommt, mit der er sich bald verlobt. Bald aber füttert sie den letzten Rest des Hutzelbrotes an ihren Vogel, so dass dieser Schatz für immer verloren ist. Später erfährt Seppe in der Kneipe, dass die Meisterin schon zwei Ehemänner getötet hat. Entsetzt flieht er, muss aber alle Ersparnisse zurücklassen. Bei Blaubeuren führen seine Schuhe ihn zu dem Bleilot, das er benutzt, um Menschen, die ihn ärgern, einen Schabernack zu spielen.

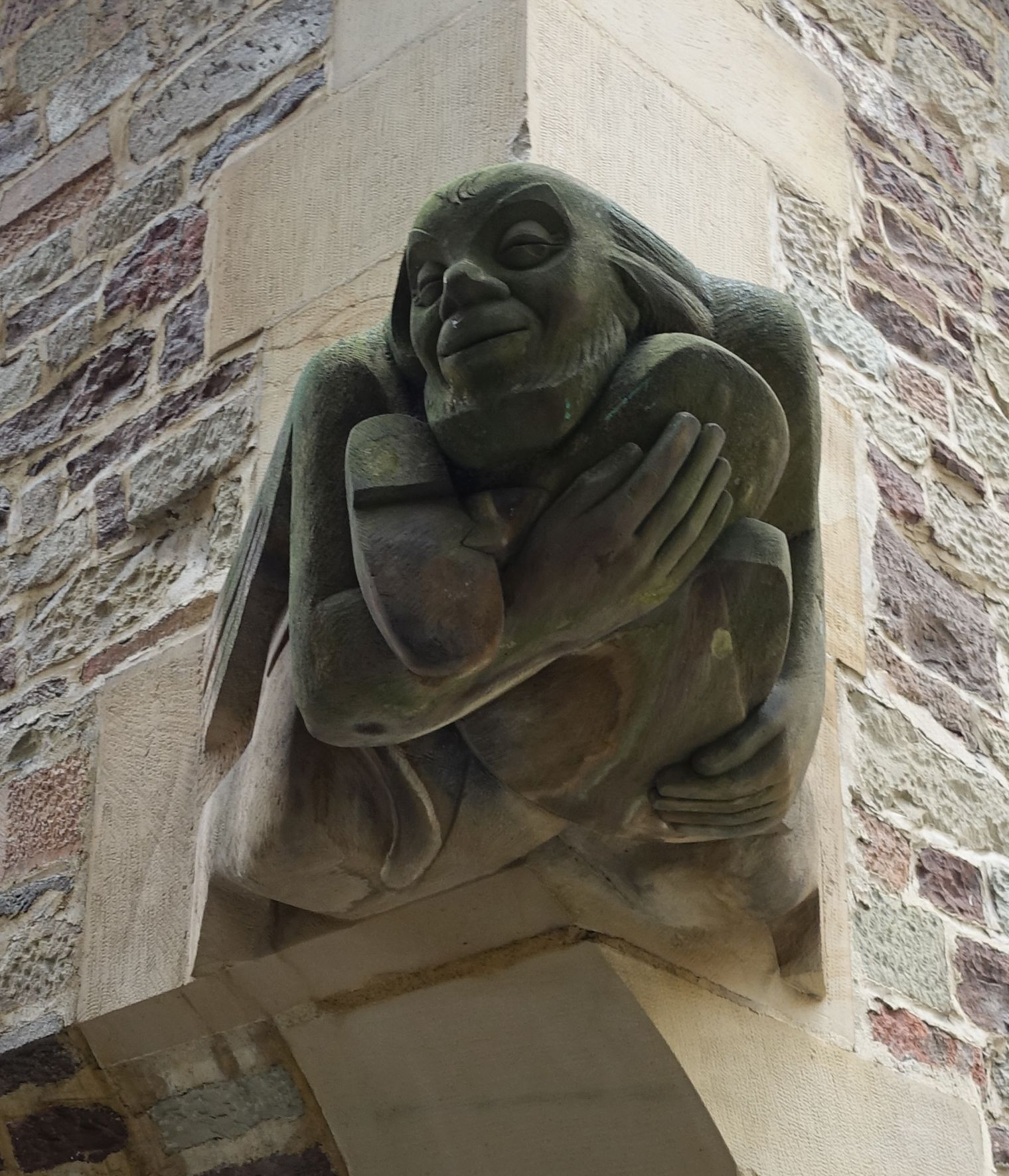
Skulptur des Hutzelmännleins an einer versteckten Ecke des Stuttgarter Fruchtkastens

Nach weiteren Abenteuern kommt Seppe zurück nach Stuttgart, wo das Hutzelmännlein ihm das Bleilot abfordert, ihn im Gegenzug aber mit Kleidung für den Mummenschanz ausstattet, der am nächsten Tag stattfinden soll.
Der Reiseverlauf führt Seppe durch folgende Orte: Stuttgart, Stuttgarter Weinsteige, Bempflingen, Metzingen, Bad Urach, Böhringen (Römerstein), Zainingen, Feldstetten, Suppingen, Blaubeuren, Ulm, Gerhausen, Blaubeuren, Feldstetten, Bad Urach, Metzingen, Neckartailfingen, Nürtingen, Oberensingen, Wolfschlugen, Bernhausen (Filderstadt), Stuttgart-Degerloch, Stuttgart.

### Die Geschichte von Vrone
Das Paar Schuhe, das Seppe in Stuttgart zurückgelassen hat, wird von einem jungen Mädchen, Veronika, gefunden und in Besitz genommen. Auch bei ihr zeigt sich, dass die Schuhe zwar Glück bringen, denn sie findet eine wertvolle Perlenkette, die die Tochter des Grafen verloren hat, gleichzeitig aber ein Eigenleben führen, weshalb sie fortan als Tollpatsch gilt.
Am Tag des Narrenfestes erhält auch sie vom Hutzelmännlein ein Kostüm. Bei dem Fest werden sie und Seppe von ihren Schuhen auf ein Hochseil geleitet, wo sie sich das erste Mal begegnen und gleich verloben. Der Graf ist darüber so gerührt, dass er das Paar mit einem Haus am Stuttgarter Marktplatz ausstattet.

### Die Geschichten um Doktor Veylland
Doktor Veylland, ein Gelehrter und Alchemist, der in einer fernen Vergangenheit an dem Ort lebt, der später Stuttgart werden soll, gelangt in den Besitz eines Krakenzahns, der in einem Bleilot steckt, dem berühmten „Klötzle Blei“, welches auf allen Handlungsebenen eine Rolle spielt. In einer zweiten Binnenhandlung gelingt es ihm, mit Hilfe von einem magischen Stiefelknecht ('von ordentlichem Buchenholz, noch neu und als ein wundersamer Krebs geschnitzt') des Hutzelmännleins, Obstdiebe aus seinem Garten zu vertreiben.

## Interpretation

### Deutung
Mörikes Märchen wird in der Literaturwissenschaft oft als Werk bezeichnet, das seine Existenz lediglich der Fabulierlust des Autors verdanke, man suche vergeblich nach einem tieferen Gehalt. Dem hat Frank Vögele in seiner Dissertation entschieden widersprochen. Er deutet die beiden wichtigsten Handlungen des Hutzelmännleins als Sozialisationsgeschichten. Seppe als Jugendlicher und Lau in ihrem melancholischen Zustand müssen noch reifen, beiden steht eine Elternfigur des eigenen Geschlechts zur Seite (die Klosterwirtin und das Hutzelmännlein) und bei beiden wird in verhüllter Form von den Gefährdungen durch die Sexualität berichtet – bei Seppe vor allem in der Episode mit der Ulmer Meisterin und bei der Lau am deutlichsten in dem Traum der Lau, bei dem der Abt des Klosters sein Käppchen in den See zur Lau wirft, was Vögele als symbolischen Sexualakt deutet. Die Warnung erfolgt dann aber eher augenzwinkernd. Zwar tritt im Traum Gottvater persönlich auf, um die Strafe zu vollziehen, die richtet sich aber nicht gegen die Versucherin, die schöne Lau, sondern gegen den Abt, weil der gelogen hat, warum sein Käppchen nass sei.
Die feministische Literaturwissenschaft hat noch darauf aufmerksam gemacht, dass Lau in die Ohnmacht sozialisiert wird. Zwar lernt sie zu lachen, beendet damit ihre Persönlichkeitsentwicklung und kann ihr Exil im Blautopf deshalb beenden. Aber sie wird wieder von ihrem patriarchalischen Gemahl aufgenommen und ist künftig auf ihre Rolle als Ehefrau und Mutter beschränkt.
Darüber hinaus zeigt Vögele an verschiedenen Beobachtungen, dass Mörike das Hutzelmännlein nicht naiv fabulierte, sondern mit hohem künstlerischen Anspruch formte.

### Gattungsfragen
Unbestreitbar ist „Das Hutzelmännlein“ ein Märchen, wie Mörike es selbst bezeichnet hat. Lange Zeit stellten sich die Interpreten nur die Frage, ob man es als Kunstmärchen ansehen soll, oder ob Mörike den Ton des Volksmärchens weitgehend getroffen hätte.
Gleichzeitig lassen sich aber auch Formelemente der Novelle finden. Das sind besonders die genaue Verortung der Seppe-Vrone-Handlung in Zeit und Raum und das Bleilot, das man als Dingsymbol ansehen kann, wie es typisch für eine Novelle ist. Frank Vögele hält die Gattungsfrage deshalb für uneindeutig, vielleicht sogar unentscheidbar.

### Sprache
Schon Thomas Mann äußerte sich bewundernd über die Sprache, die Mörike im Hutzelmännlein schuf: Das Lesen von Prosa Mörikes begleitete die Arbeit des Doktor Faustus und besonders imponierten mir und erregten meinen Neid … das Stuttgarter Hutzelmännlein durch die natürliche und scheinbar ganz unstudierte Handhabung des älteren Deutsch.
Die Sprache des Hutzelmännleins imitiert ein altmodisches Deutsch der Reformationszeit und verwendet viele schwäbische Ausdrücke, die aber schon Mörikes Zeitgenossen nicht mehr allgemein bekannt waren. Er schreibt im Vorwort, dies Märchen solle „ganz den schwäbischen Charakter tragen, und dieser seinen Ausdruck so viel möglich auch in der Sprache finden“ und erstellt im Anhang ein umfangreiches Glossar der verwendeten Ausdrücke und der ihnen zugrunde liegenden Gebräuche.

### Der Erzähler
Der Erzähler des Hutzelmännleins ist, wie in einem Märchen üblich, ein auktorialer Erzähler, der den Fluss der Handlung manchmal unterbricht, um sich direkt an den Leser zu wenden, so etwa zum Schluss, wo er sich verabschiedet. In diesem Zusammenhang ist auch der überaus ausführliche Anhang wichtig. Vögele ist der Meinung, dass man bei einer Untersuchung der Erzählerfigur auch den Anhang hinzuziehen sollte. Hier wird mindestens an einer Stelle dem Leser eine Nähe von Autor und Erzähler suggeriert, wenn beim Eintrag Wurstelmaukler behauptet wird Der Verfasser fand diese Sitte noch auf der Schwäbischen Alb.

### Auseinandersetzung mit der Romantik
Auffällig viele Handlungselemente des Märchens variieren Motive, die auch in der Romantik wichtig waren: die Geschichte von der Wasserfrau, die Suche in der Tiefe (nur in einem See statt in einem Bergwerk), das Bergmannskostüm des Hutzelmännleins beim Narrenfest, und die häufige Verwendung der Farbe Blau, nicht nur im Blautopf und die blaue Mauer der Schwäbischen Alb, sondern Seppe erwähnt einmal kurz, er suche den blauen Montag, was ein Vogel sein soll, statt der blauen Blume der Romantik. Diese Motive sind aber meist in ihrer Bedeutung zurückgenommen, es ist nur Verkleidung oder nur humoristisch gemeint.

## Vertonung
Oper in zwei Akten mit Vor- und Zwischenspiel von Manfred Schwenkglenks, op. 136 (1992), Textbearbeitung vom Komponisten (Partitur in der Musiksammlung des Deutschen Literaturarchivs Marbach/Neckar)